# Andrés Catalá
Andrés Catalá Ballbona, né le 13 juillet 1922 à Argentona (province de Barcelone, Espagne) et mort le 25 avril 2004 à Mataró (province de Barcelone, Espagne), est un footballeur espagnol des années 1940. Il est aussi entraîneur.

## Biographie
Formé dans le club de sa ville natale, Argentona, il est recruté par le FC Barcelone Amateur, d'où il passe ensuite en équipe première au cours de la saison 1941-1942 en tant que professionnel bien qu'il ne joue que des matches amicaux. Il est prêté au terme de la saison à l'EC Granollers. 
En 1942, le Gimnàstic de Tarragone demande le prêt d'Andrés Catalá avec d'autres joueurs comme Joan Babot. Il commence ainsi une longue carrière au Gimnàstic qui dure plus de dix ans, atteignant le rang de capitaine de l'équipe. Il obtient deux promotions de catégorie, parvenant à jouer en première division pendant trois saisons (65 matches joués) et dispute une demi-finale de Coupe d'Espagne face au RCD Español. Le club subit aussi deux relégations.
Andrés Catalá reçoit des offres du Real Madrid et du RCD Español mais il préfère rester avec le Gimnàstic où il termine sa carrière en 1953, même s'il joue encore six mois avec Mataró. Le bilan de sa carrière professionnelle en championnat avec le Gimnàstic s'élève à 144 matchs joués, pour deux buts marqués.
Il devient ensuite entraîneur notamment avec le CE Júpiter, l'EC Granollers, le CE Mataró, le FC Vilafranca ou encore le CF Badalona. Il est aussi gérant des eaux d'Argentona.